# Список умерших в 512 году
В этой статье представлен список известных людей, умерших в 512 году.
См. также: Категория:Умершие в 512 году

## Ноябрь
- 2 ноября — Эрк из Слане, епископ Слане, святой.

## Дата смерти неизвестна или требует уточнения
- Бронаха, святая дева из Глен-Сейхис.
- Евфимий, патриарх Константинопольский (490—496), святитель.
- Раникунда, королева лангобардов (510—512) по браку с королём Вахо.
- Флавий Ареобинд Дагалайф Ареобинд, восточноримский политик, консул (506).
- Эск, король Кента (с 488).

| Список умерших в 511 году | Список умерших в 512 году | Список умерших в 513 году |